# 尼各馬可
尼各馬可 （希臘語：  Νικόμαχος，活跃于约公元前325年）是亚里斯多德的儿子。

## 簡介
根據苏达辭書指出，尼各馬可出生於斯塔伊拉。他是一位哲学家，並有一位学生名為泰奥弗拉斯托斯， 有一位情人阿瑞斯提普斯。他對父亲的物理學讲稿发表过评论。 尼各馬可由亞里士多德第二任妻子赫皮利斯所生，從他父亲的遗嘱，可了解到他小时候就受到多位老師的照顾，然后就交給他的养子Nicanor養育。历史学家认为，《尼各馬可伦理学》很可能就以他的儿子命名，並献给他的兒子。由於他的兒子和《尼各馬可倫理學》同名，因此不少學者容易把亚里士多德的伦理著作与尼各馬可所作的评论相混淆。古代资料指出，尼各馬可在年青時就在战爭中阵亡。

## 參看
- 亞里士多德
- 尼各馬可倫理學